# كلارا سبيرل
كلارا سبيرل (بالإنجليزية: Clara Sipprell)‏‏ (31 أكتوبر 1885 في أونتاريو - أبريل 1975 في مانشستر) مصورة من كندا.

## روابط خارجية
- كلارا سبيرل على موقع ديسكوغز (الإنجليزية)